# Gare de Larvik
La gare de Larvik est une gare ferroviaire norvégienne, située dans la commune de Larvik.

## Situation ferroviaire
La gare est située dans la commune de Larvik, dans le comté du Vestfold, et se trouve à 158,66 km d'Oslo.

## Histoire
La gare a été mise en service le 7 décembre 1881 mais s'appelait à l'époque et jusqu'en 1891 Laurvig où l'orthographe est devenu Laurvik pour devenir en avril 1894 Larvik. 
La gare est inscrite comme monument historique (kulturminne).

## Service des voyageurs

### Accueil
La gare possède un parking, un parc à vélo, des guichets, des automates, un kiosque, salle d'attente et aubettes. Elle propose un service de location de voiture et une consigne pour les bagages.

### Desserte
La gare est desservie par la ligne régionale R11 qui relie Skien à Oslo et Eidsvoll.

### Intermodalité
Des bus desservent la gare et l'on compte également une station de taxi. À 2,5 km se trouvent des ferrys assurant le trajet jusqu'à Hirtshals (Danemark) où il est possible de prendre à nouveau le train.